# Sharon Rogers (Marvel Comics)
Sharon Rogers é uma super-heróina de histórias em quadrinhos americanos publicado pela Marvel Comics. Sua primeira aparição foi no jogo Marvel: Future Fight.

## Biografia ficcional
Sharon Rogers, filha de Peggy Carter e Steve Rogers, assumiu o manto de Capitão América após seus pais se aposentarem. Sharon logo se tornou um agente da SHIELD e recebeu uma armadura e um escudo que absorvem energia de Tony Stark para usá-los em suas missões.

## Em outras mídias
A única mídia usada foi o jogo Marvel: Future Fight e baseado nele é que surgiu a personagem nos quadrinhos. Sharon seria de um universo alternativo, onde Capitão América não teria sido congelado.

## Poderes e Habilidades
Sharon Rogers possui um escudo e uma espada que absorvem energia distinto do original do Capitão América,ambos foram criados por Tony Stark. Entre as suas habilidades, podemos citar a força, assim como o pai.